# Diego Romero
Diego Romero, född den 5 december 1974 i Córdoba, Argentina, är en italiensk seglare.
Han tog OS-brons i laser i samband med de olympiska seglingstävlingarna 2008 i Qingdao i Kina.